# Odersbach

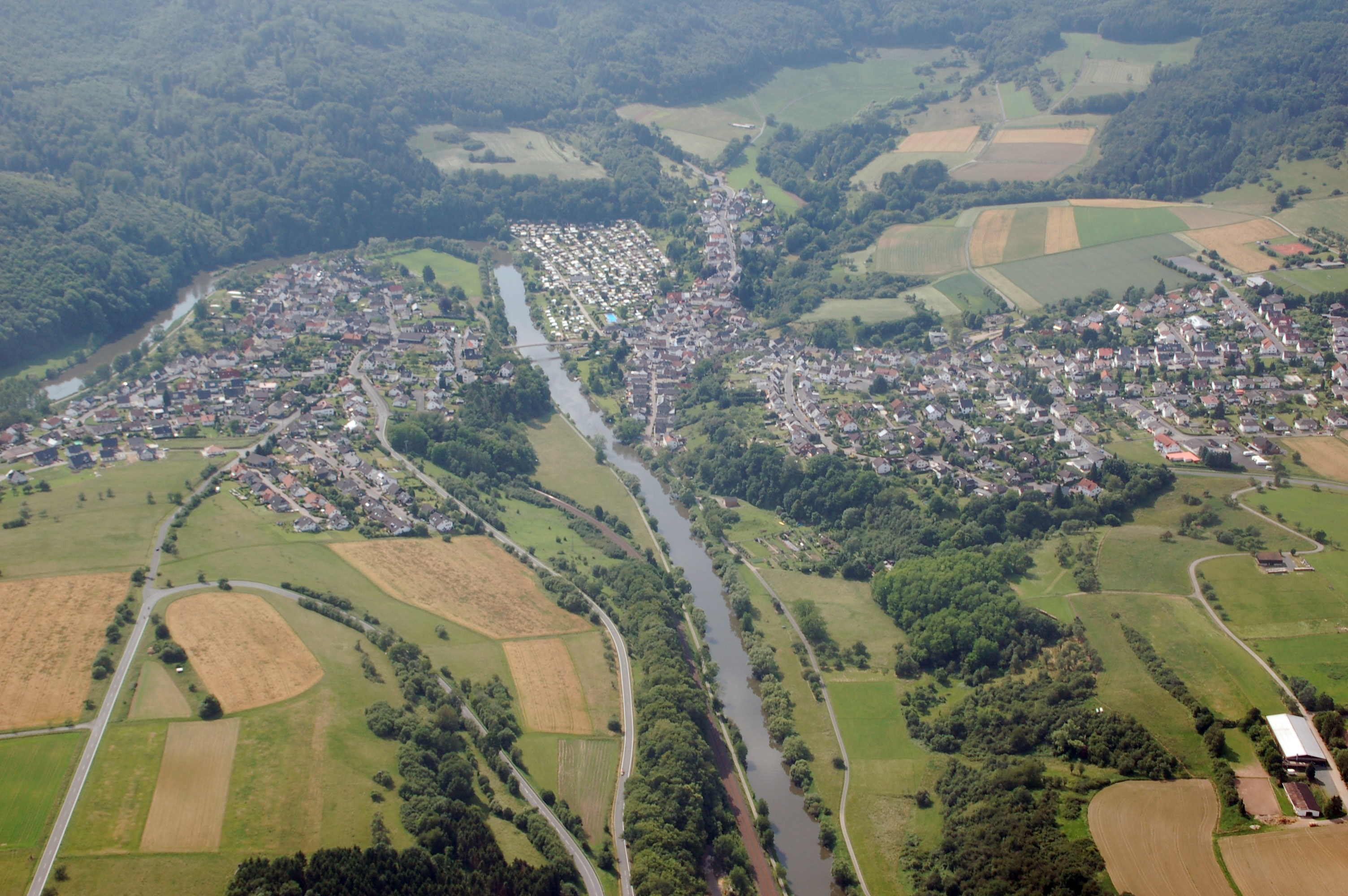
Image aérienne de Odersbach

Odersbach est un quartier de Weilbourg, une ville en Allemagne, située sur le Lahn, avec environ 1116 habitants.
La première mention écrite de Odersbach date de 881.